# Elytrimitatrix geniculata
Elytrimitatrix geniculata là một loài bọ cánh cứng trong họ Cerambycidae.